# パウロ・イジドーロ・デ・ジェズス
パウロ・イジドーロ (Paulo Isidoro) こと、パウロ・イジドーロ・デ・ジェスス（Paulo Isidoro de Jesus、1953年8月3日 - ）は、ブラジル・ミナスジェライス州ベロオリゾンテ出身の元同国代表サッカー選手。
ブラジル代表で41試合に出場した他、1981年にグレミオでボーラ・ジ・オーロも獲得した、往年の名選手。ブラジル代表としては1982 FIFAワールドカップに出場した。

## 経歴
アトレチコ・ミネイロのユース出身。1974-75シーズンにはナシオナルに移籍するなど、下積みを繰り返した後、1975年から１部に5シーズン在籍した。結局ここではあまり活躍できなかったが、1980から在籍したグレミオでは1981-1982年にボーラ・ジ・オーロを獲得、ワールドカップにも出場とキャリア最高の時を送った。その後はブラジルの中小クラブを転々とし、1991年に引退した。

## 代表歴
ブラジル代表としては国際Aマッチに1977から1983までに計38試合に出場した。
1982 FIFAワールドカップではセルジーニョ・シュラッパの控えであったが、レイナウド、カレッカが相次いで負傷したため、ロベルト・ディナミッチと共に追加招集された。

## エピソード
1973年生まれのサッカー選手、アレックス・サンドロ・サンターナ・オリヴェイラは、登録名をとってパウロ・イジドーロとしている。

## タイトル

### クラブ
ナシオナル
- カンピオナート・アマゾネンセ : 1974

アトレチコ・ミネイロ
- カンピオナート・ミネイロ : 1976, 1978, 1979, 1985, 1986

グレミオ
- カンピオナート・ブラジレイロ・セリエA : 1981

サントス
- カンピオナート・パウリスタ : 1984

### 個人
- ボーラ・ジ・オーロ : 1981